# Episodi di Hopalong Cassidy (prima stagione)
La prima stagione della serie televisiva Hopalong Cassidy è andata in onda negli Stati Uniti dal 19 settembre 1952 al 31 dicembre 1952 in syndication.
| nº | Titolo originale           | Prima TV USA      |
| -- | -------------------------- | ----------------- |
| 1  | Guns Across the Border     | 19 settembre 1952 |
| 2  | The Knife of Carlos Valero | 25 settembre 1952 |
| 3  | The Trap                   | 26 settembre 1952 |
| 4  | Alien Range                | 1º ottobre 1952   |
| 5  | The Feud                   | 28 ottobre 1952   |
| 6  | Ghost Trails               | 28 ottobre 1952   |
| 7  | Marked Cards               | 28 ottobre 1952   |
| 8  | Don Colorado               | 1º dicembre 1952  |
| 9  | Black Waters               | 1º dicembre 1952  |
| 10 | Blind Encounter            | 1º dicembre 1952  |
| 11 | The Promised Land          | 10 dicembre 1952  |
| 12 | The Vanishing Herd         | 12 dicembre 1952  |
| 13 | Black Sheep                | 26 dicembre 1952  |
| 14 | Lawless Legacy             | 31 dicembre 1952  |

## Guns Across the Border
- Prima televisiva: 19 settembre 1952
- Diretto da: Thomas Carr

### Trama
- Guest star: Myra Marsh (Mamie Taylor), Keith Richards (capitano Lee Sterling), Henry Rowland (Daly)
- Scritto da: Harrison Jacobs

## The Knife of Carlos Valero
- Prima televisiva: 25 settembre 1952
- Diretto da: Derwin Abbe

### Trama
- Guest star: Byron Foulger (impiegato dell'hotel), Lillian Molieri (Trini), Victor Millan (Carlos Valero), Olin Howland (sceriffo), Harry Cording (Bailey/Blake), John Crawford (Ross)
- Scritto da: Harrison Jacobs

## The Trap
- Prima televisiva: 26 settembre 1952
- Diretto da: Derwin Abbe

### Trama
- Guest star: Maudie Prickett (Maude), Cajan Lee (Christine Russell), William Henry (Norman Blaine), Lane Bradford (Tom Stacy), Howard Negley (Lou Forler)
- Scritto da: Sherman Lowe

## Alien Range
- Prima televisiva: 1º ottobre 1952
- Diretto da: Thomas Carr

### Trama
- Guest star: Otto Waldis (Vandermeer), Maria Palmer (Lilli Vandermeer), Glenn Strange (Simon Cosgrove), James Griffith (Roscoe Hicks)
- Scritto da: Sherman Lowe

## The Feud
- Prima televisiva: 28 ottobre 1952
- Diretto da: Thomas Carr

### Trama
- Guest star: Herbert Lytton (Doc), Harold Goodwin (John Emery), Steve Darrell (Neil Croft), Hugh Beaumont (Frank Scofield), Lucia Carroll (Nancy Croft)
- Scritto da: Sherman Lowe

## Ghost Trails
- Prima televisiva: 28 ottobre 1952
- Diretto da: Thomas Carr
- Scritto da: Harrison Jacobs

### Trama
- Guest star: Tom London (Morgan), John Cason (scagnozzo), Ted Mapes (Steve), Jack Harden (Gil), Edward Clark (Boyle), Frank Ferguson (Deacon Denby)

## Marked Cards
- Prima televisiva: 28 ottobre 1952
- Diretto da: Derwin Abbe

### Trama
- Guest star: John Deering (Dick Lewis), Emmett Vogan (giudice Graham), James Diehl (Jack Gardner), Crane Whitley (Sam Coates), George D. Wallace (Brad Mason), Tommy Ivo (Tommy Lewis)
- Scritto da: Harrison Jacobs

## Don Colorado
- Prima televisiva: 1º dicembre 1952
- Diretto da: Derwin Abbe
- Scritto da: Sherman Lowe

### Trama
- Guest star: John Frank Rosenblum (Manager), Bud Osborne (conducente della diligenza), Stanley Blystone (Doc), Noreen Nash (Noreen Thomas), George D. Wallace (Roger Endicott), Nelson Leigh (Hobart)

## Black Waters
- Prima televisiva: 1º dicembre 1952
- Diretto da: Thomas Carr
- Scritto da: Harrison Jacobs

### Trama
- Guest star: Malcolm Lee Beggs (Brandon), Clarence Straight (sceriffo), Morris Ankrum (Chief Tall Horse), Walter Reed (Blaine Turner), Marilyn Nash (Betty Turner), Rick Vallin (Johnny Tall Horse)

## Blind Encounter
- Prima televisiva: 1º dicembre 1952
- Diretto da: Thomas Carr
- Scritto da: Sherman Lowe

### Trama
- Guest star: Argentina Brunetti (Senora Soledad), Philip Van Zandt (Blackie), John Halloran (caporale Gonzales), Donna Martell (Carmencita Escobar), Robert Bice (Andrews), Pepe Hern (Manuel Soledad), Denver Pyle (Poynter)

## The Promised Land
- Prima televisiva: 10 dicembre 1952
- Diretto da: Derwin Abbe

### Trama
- Guest star: William Fawcett (Todd), Sandy Sanders (scagnozzo), Edwin Parker (Slim), Thurston Hall (Arnold Rivers), Maura Murphy (Irene Mayo), John Crawford (Frank Dale)
- Scritto da: Sherman Lowe

## The Vanishing Herd
- Prima televisiva: 12 dicembre 1952
- Diretto da: Derwin Abbe

### Trama
- Guest star: Edgar Carpenter (Bascomb), Pierce Lyden (Burke), Lee Roberts (Dillon), Keith Richards (Ramon Gardena), Edward Colmans (colonnello Chavez), Betty Ball (Nelson Whitley)
- Scritto da: Harrison Jacobs

## Black Sheep
- Prima televisiva: 26 dicembre 1952
- Diretto da: Derwin Abbe

### Trama
- Guest star: Wheaton Chambers (Doc), Sam Flint (Sam Burger), Ted Mapes (Morse), Edwin Parker (Biggs), Toni Gerry (Mary Warner), Claire Carleton (Lucy Barlow), Richard Travis (Rance Barlow), Richard Crane (Bob Norman)
- Scritto da: Harrison Jacobs

## Lawless Legacy
- Prima televisiva: 31 dicembre 1952
- Diretto da: Derwin Abbe
- Scritto da: Royal K. Cole

### Trama
- Guest star: Edgar Dearing (sceriffo), Tim Graham (Judd Marlow), Marshall Reed (Bob Hayes), Clayton Moore (Trimmer Lane), Steve Rowland (Tom Marlow), Claudia Barrett (Judy Marlow)